# The Lively Ones
I The Lively Ones sono una band surf attiva nel sud della California a partire dagli anni sessanta. Alcuni li hanno definiti "la migliore band surf Americana".
Il loro successo, Surf Rider (scritto da Nokie Edwards dei Ventures), venne usato nella sequenza finale di Pulp Fiction di Quentin Tarantino.
I Lively Ones erano noti come i Surfmen dai primi mesi del 1962, quando pubblicarono il singolo Paradise Cove.
I Lively Ones registrarono sotto l'etichetta Del-Fi per la produzione di Bob Keane. Registrarono per lo più versioni cover di famose canzoni anni sessanta, ma ne sfornarono alcune originali sempre in quel periodo.

## Formazione
- Jim Masoner – chitarra principale
- Ed Chiaverini – chitarra ritmica
- Ron Griffith – basso
- Joel Willenbring – sassofono
- Tim Fitzpatrick – batteria

## Discografia
- 1963 – Surf Rider! (Del-Fi, DFLP-1226)
- 1963 – Surf Drums (Del-Fi, DFLP-1231)
- 1963 – Surf City (Del-Fi, DFLP-1237)
- 1963 – The Great Surf Hits!! (Del-Fi, DFLP-1238)
- 1964 – Surfin' South of the Border (con The Surf Mariachis, Del-Fi, DFLP-1240)
- 1967 – Bugalu Party (MGM, SE4449)